# Tendai Ndoro
Tendai Passion Ndoro (ur. 15 maja 1985 lub 1988 w Bulawayo, zm. w sierpniu 2025 w Południowej Afryce) – zimbabwejski piłkarz występujący zwykle na pozycji napastnika.
Tendai Ndoro urodził się w Luwewe, przedmieściu Bulawayo. Początkowo grał w niższych ligach zimbabwejskich, dopóki na początku 2010 roku nie trafił do Nico United z Botswańskiej Premier League. Po półtora roku wrócił do ojczyzny, by grać z Chicken Inn FC. W 2013 roku został królem strzelców tamtejszej ekstraklasy. W sierpniu 2013 został graczem Mpumalanga Black Aces, które nie zdążyło go jednak zarejestrować przed zamknięciem okna transferowego. Resztę roku Ndoro spędził więc w Chicken Inn, a do klubu z Witbank trafił na początku 2014 roku. W czerwcu 2015 roku podpisał kontrakt z Orlando Pirates. W sezonie 2017/2018 grał najpierw saudyjskim Al Faisaly FC, a następnie w południowoafrykańskim Highlands Park FC, w którym zakończył karierę.
W reprezentacji Zimbabwe zadebiutował 13 lipca 2013 w zremisowanym 1:1 meczu z Malawi. Został powołany na Puchar Narodów Afryki 2017. Ndoro strzelił gola na 2:4 w przegranym meczu fazy grupowej z Tunezją. Zimbabwe zakończyło turniej na ostatnim miejscu w grupie. W kadrze narodowej rozegrał 13 meczów i strzelił 5 goli.
Tendai Ndoro miał brata bliźniaka, który również jest piłkarzem. Takudzwa Pardon Ndoro jest bramkarzem, który występował w klubach z Botswany i Witbank Spurs z Południowej Afryki.
18 sierpnia 2025 został znaleziony martwy w swoim mieszkaniu, w Południowej Afryce.